# Liste der Biografien/Jus
Liste der Biografien |
Portal Biografien |
Personensuche
# |
A |
B |
C |
D |
E |
F |
G |
H |
I |
J |
K |
L |
M |
N |
O |
P |
Q |
R |
S |
T |
U |
V |
W |
X |
Y |
Z |
?
 
Ja |
Jb |
Jd |
Je |
Jh |
Ji |
Jj |
Jl |
Jn |
Jm |
Jo |
Jp |
Jr |
Js |
Jt |
Ju |
Jv |
Jw |
Jy
 
Jua |
Jub |
Juc |
Jud |
Jue |
Juf |
Jug |
Juh |
Jui |
Juj |
Juk |
Jul |
Jum |
Jun |
Juo |
Jup |
Jur |
Jus |
Jut |
Juu |
Juv |
Juw |
Jux |
Juy |
Juz
Die Liste der Biografien führt alle Personen auf, die in der deutschsprachigen Wikipedia einen Artikel haben. Dieses ist eine Teilliste mit 283 Einträgen von Personen, deren Namen mit den Buchstaben „Jus“ beginnt.

## Jus
- Jus, Maximilian (* 2005), österreichischer Fußballspieler

### Jusa
- Jusaptschuk, Raman (* 1997), belarussischer Fußballspieler

### Jusc
- Juschakow, Wladislaw Gennadjewitsch (* 1986), russischer Rennrodler
- Juschenkow, Sergei Nikolajewitsch (1950–2003), russischer Politiker
- Juschin, Alexander Jurjewitsch (* 1995), russischer Fußballspieler
- Juschka, Joey (* 1977), deutsche Schriftstellerin
- Juschka, Merle (* 1999), deutsche Schauspielerin
- Juschkewitsch, Adolf Pawlowitsch (1906–1993), russischer Mathematikhistoriker
- Juschkewitsch, Alexander Adolfowitsch (1930–2012), russischer Mathematiker
- Juschkewitsch, Dmitri Sergejewitsch (* 1971), russischer Eishockeyspieler
- Juschkewitsch, Pawel Solomonowitsch (1873–1945), russischer Philosoph, Übersetzer philosophischer Werke und Sozialdemokrat
- Juschkewitsch, Semjon Solomonowitsch (1868–1927), russisch-jüdischer Erzähler, Dramatiker
- Juschkewitsch, Wassili Alexandrowitsch (1897–1951), sowjetischer Generalleutnant
- Juschkin, Nikolai Pawlowitsch (1936–2012), russisch-sowjetischer Geologe und Mineraloge
- Juschkow, Roman Awenirowitsch (* 1970), russischer Umweltaktivist
- Juschkowa, Angelina Nikolajewna (* 1979), russische Rhythmische Sportgymnastin
- Juschmanow, Nikolai Alexejewitsch (* 1961), sowjetischer Sprinter
- Juschnewskaja, Marija Kasimirowna (1790–1863), Ehefrau des Dekabristen Alexei Petrowitsch Juschnewski
- Juschnewski, Alexei Petrowitsch (1786–1844), russischer General-Intendant, Staatsrat und Dekabrist
- Juschny, Michail Michailowitsch (* 1982), russischer Tennisspieler
- Juschtschanka, Juljana (* 1984), belarussische Sprinterin
- Juschtschenko, Kateryna (1919–2001), ukrainisch-sowjetische Mathematikerin, Kybernetikerin und Hochschullehrerin
- Juschtschenko, Walerija Alexandrowna (* 1999), russische Tennisspielerin
- Juschtschenko, Wiktor (* 1954), ukrainischer Politiker, ehemaliger Präsident und ehemaliger Ministerpräsident der UkraineWiktor Juschtschenko (* 1954)

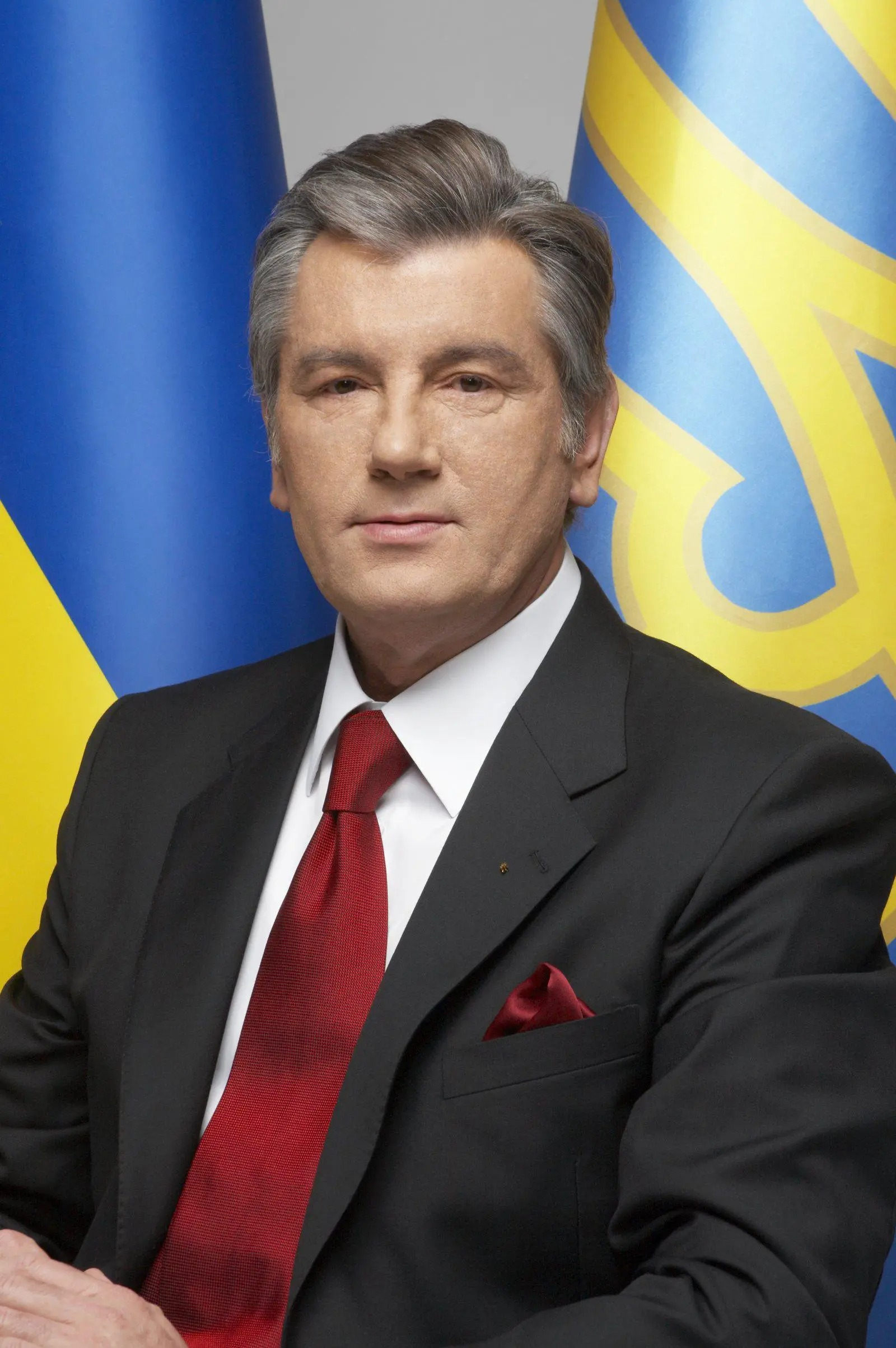
Wiktor Juschtschenko (* 1954)

### Juse
- Juse Ju (* 1982), deutscher Rapper, Journalist und Autor
- Jusefowitsch, Leonid Abramowitsch (* 1947), russischer Kriminalschriftsteller und Geschichtsprofessor
- Juselius, Katarina (* 1943), finnische Wirtschaftswissenschaftlerin

### Jusg
- Jüsgen, Gert (* 1941), deutscher Fußballtorwart

### Jush
- Jushin Liger (* 1964), japanischer Wrestler
- Jushny, Jakov (1883–1938), russischsprachiger Schauspieler und Conferencier

### Jusi
- Jusić, Ibrica (* 1944), kroatischer Musiker
- Jusic, Kenan (* 2005), österreichischer Fußballspieler
- Jusid, Federico (* 1973), argentinischer Komponist
- Jusienė, Roma (* 1971), litauische Psychologin und Hochschullehrerin
- Jusik, Julija Wiktorowna (* 1981), russische Journalistin, Autorin und Politikerin
- Jusis, Reni (* 1974), polnische Pop- und Dance-Sängerin
- Jusits, Kurt (* 1963), österreichischer Fußballspieler und Trainer
- Jusits, Rudolf (1948–2005), österreichischer Bühnen- und Fernseh-Schauspieler und Bühnen- und Fernseh-Regisseur
- Jusits, Thomas (* 1986), österreichischer Fußballspieler

### Jusk
- Juška, Andis (* 1985), lettischer Tennisspieler
- Juška, Radek (* 1993), tschechischer Weitspringer
- Juška, Ričardas (* 1960), litauischer Politiker
- Juška, Tomas (* 1968), litauischer Unternehmer
- Juškāne, Žanna (* 1989), lettische Biathletin
- Juškevičius, Jonas (1965–2019), litauischer Kirchenrechtler und Hochschullehrer
- Juškevičius, Pranciškus (1942–2014), litauischer Ingenieur, Professor, Politiker und Vizeminister
- Juškevičiūtė, Beatričė (* 2000), litauische Leichtathletin
- Juškić, Živojin (* 1969), jugoslawischer bzw. serbischer Fußballspieler und -trainer
- Juskow, Denis Igorewitsch (* 1989), russischer Eisschnellläufer
- Juskowiak, Andrzej (* 1970), polnischer FußballspielerAndrzej Juskowiak (* 1970)

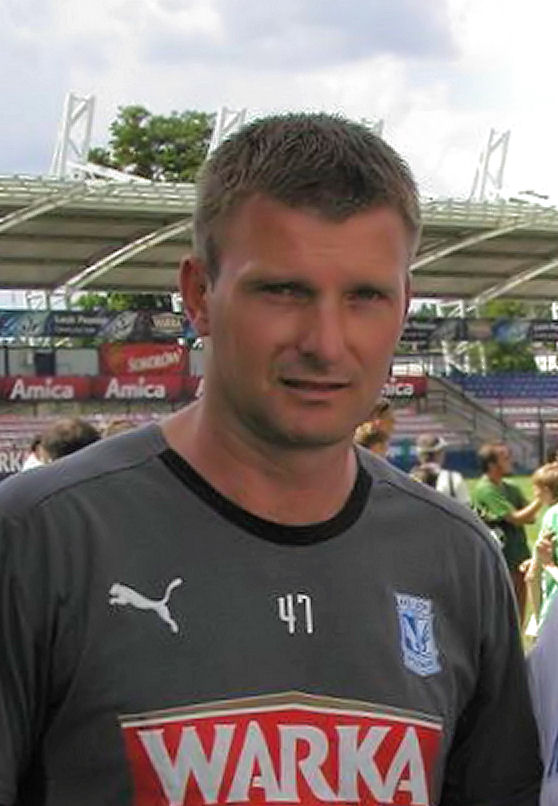
Andrzej Juskowiak (* 1970)

- Juskowiak, Erich (1926–1983), deutscher Fußballspieler
- Juškus, Vytautas (* 1944), litauischer Politiker, Mitglied des Seimas

### Jusl
- Juslén, Sigurd (1885–1954), finnischer Segler
- Juslenius, Daniel (1676–1752), finnischer Hochschullehrer sowie Bischof von Porvoo und Skara in Skandinavien

### Jusn
- Jusnes, Ann-Helen Fjeldstad (* 1956), norwegische lutherische Geistliche und Theologin, Bischöfin von Sør-Hålogaland

### Juss
- Jussein, Tajbe (* 1991), bulgarische Ringerin
- Jussel, Anton (1816–1878), österreichischer und Politiker, Landtagsabgeordneter, Landeshauptmann Vorarlbergs
- Jussel, Ferdinand (1906–1957), österreichischer Politiker (CSP), Landtagsabgeordneter zum Vorarlberger Landtag
- Jussel, Rudolf (* 1959), österreichischer Politiker (FPÖ), Landtagsabgeordneter
- Jussen, Arthur (* 1996), niederländischer Klavierspieler
- Jussen, Bernhard (* 1959), deutscher Historiker
- Jussen, Heinz (* 1941), deutscher Realschulleiter und Friedensaktivist
- Jussen, Heribert (1925–2011), deutscher Sonderpädagoge
- Jüssen, Horst (1941–2008), deutscher Schauspieler, Regisseur und Autor
- Jüssen, Klaudius (1898–1975), deutscher römisch-katholischer Priester, Theologe und Dogmatiker
- Jussen, Lucas (* 1993), niederländischer Klavierspieler
- Jussen, Michael (* 1965), deutscher Schauspieler und Kabarettist
- Jussenhoven, Gerhard (1911–2006), deutscher Komponist und Musikverleger
- Jusserand, Jean Jules (1855–1932), französischer Botschafter und Pulitzerpreisgewinner
- Jüssi, Fred (1935–2024), sowjetischer bzw. estnischer Zoologe, Umweltpublizist und Naturphotograph
- Jussiê (* 1983), brasilianischer Fußballspieler
- Jussieu, Adrien Henri Laurent de (1797–1853), französischer Botaniker
- Jussieu, Antoine de (1686–1758), französischer Botaniker
- Jussieu, Antoine-Laurent de (1748–1836), französischer Botaniker
- Jussieu, Bernard de (1699–1777), französischer Botaniker
- Jussieu, Joseph de (1704–1779), französischer Botaniker
- Jussif, Adschil Dschalal Ismail (* 1948), kurdischer Politiker
- Jussila, Esa (* 1979), finnischer Unihockeytrainer
- Jussila, Hannu (* 1946), finnischer Radrennfahrer
- Jussilainen, Risto (* 1975), finnischer Skispringer
- Jussow, Andrej (* 1982), ukrainischer Pianist und Musikhochschuldozent
- Jussow, Heinrich Christoph (1754–1825), deutscher Architekt und Gartengestalter
- Jussow, Johann Friedrich (1701–1779), deutscher Architekt
- Jussuf, Mahamud Ali, dschibutischer Politiker und Diplomat
- Jussuf, Schodmon (1949–2025), tadschikischer Politiker und Hochschullehrer
- Jussufow, Igor Chanukowitsch (* 1956), russischer Politiker und Geschäftsmann
- Jussufowa, Sorodschon Michailowna (1910–1966), sowjetisch-tadschikische Geochemikerin und Hochschullehrerin
- Jussupow, Artur (* 1960), deutscher Schachspieler russischer Herkunft
- Jussupow, Artur Rimowitsch (* 1989), russischer Fußballspieler
- Jussupow, Boris Grigorjewitsch (1695–1759), russischer Politiker, Geheimrat und Generalgouverneur von Moskau und Sankt Petersburg
- Jussupow, Boris Nikolajewitsch (1794–1849), russischer Politiker, Kammerherr und Zeremonienmeister
- Jussupow, Damir Kassimowitsch (* 1977), russischer Pilot der Zivilluftfahrt
- Jussupow, Felix Felixowitsch (1887–1967), russischer Adeliger und 1916 Drahtzieher bei der Ermordung RasputinsFelix Felixowitsch Jussupow (1887–1967)

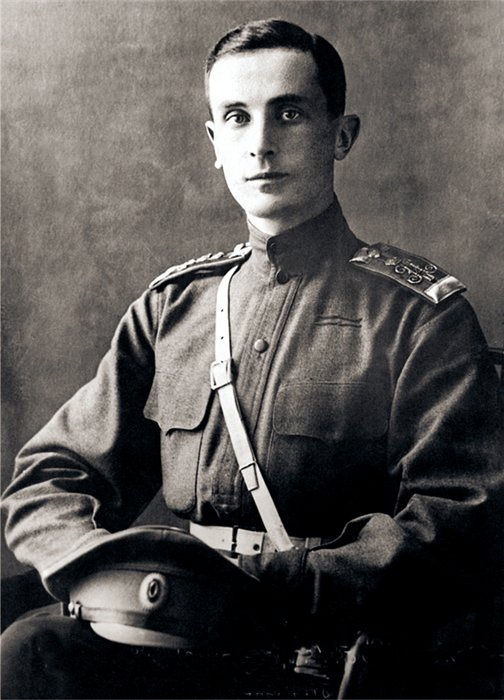
Felix Felixowitsch Jussupow (1887–1967)

- Jussupow, Nikolai Borissowitsch (1750–1831), russischer Fürst (Knjas) und Staatsmann
- Jussupow, Usman (1900–1966), sowjetisch-usbekischer Politiker
- Jussupow, Ysmajyl (1914–2005), sowjetisch-kasachischer Politiker
- Jussupowa, Iraida Rafaeljewna (* 1962), sowjetische bzw. russische Komponistin und Filmregisseurin
- Jussupowa, Nafissa Islamowna (1953–2023), sowjetische bzw. russische Kybernetikerin und Hochschullehrerin
- Jussupowa, Sinaida Iwanowna (1809–1893), russische Hofdame aus dem Adelsgeschlecht der Naryschkins
- Jussupowa, Sinaida Nikolajewna (1861–1939), Mitglied der Familie JussupowSinaida Nikolajewna Jussupowa (1861–1939)

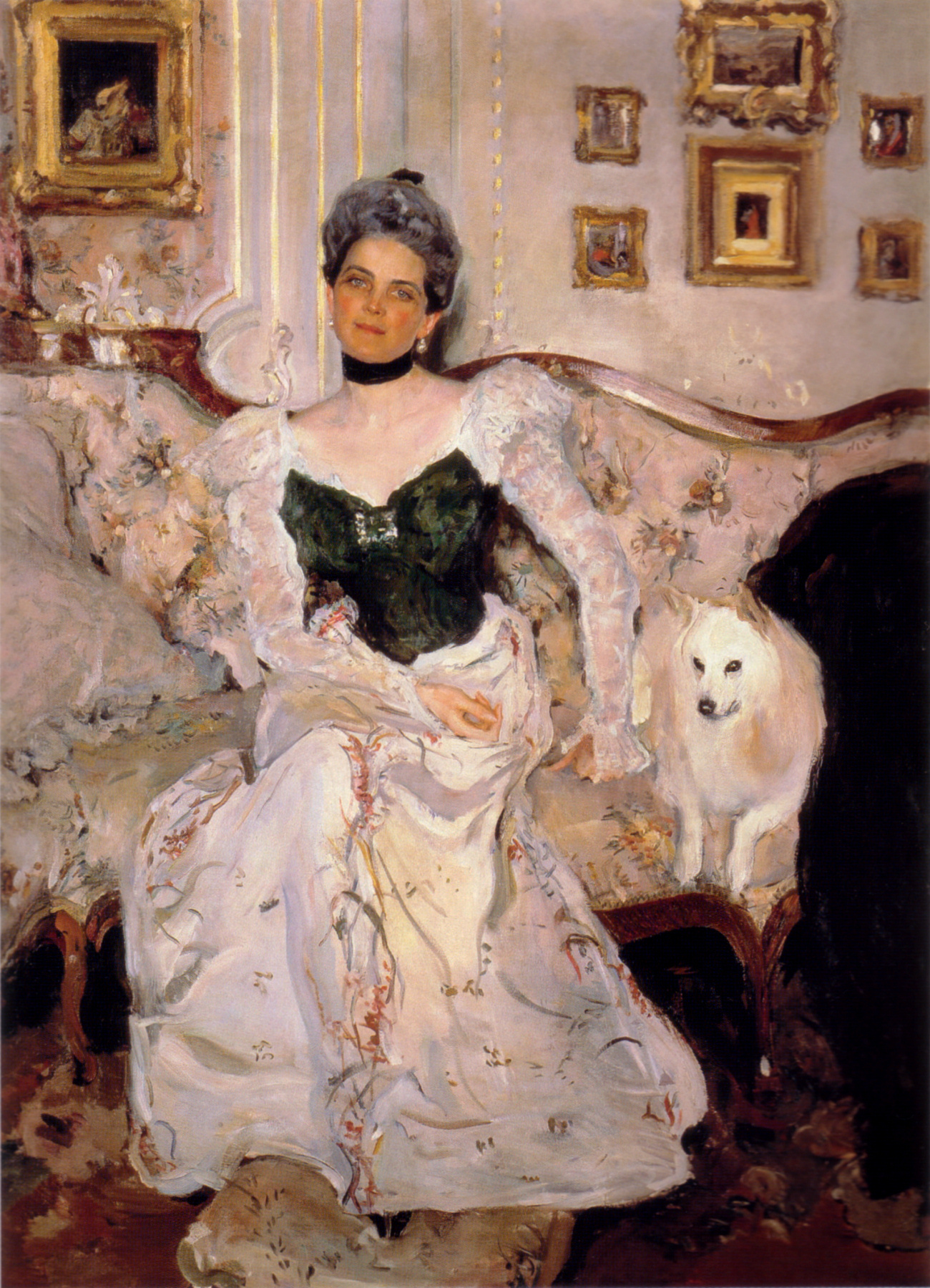
Sinaida Nikolajewna Jussupowa (1861–1939)

- Jussupowa, Tatjana Alexandrowna (1829–1879), russische Adlige und Hofdame

### Just
- Just Blaze (* 1978), US-amerikanischer Hip-Hop-Produzent
- Just Jack (* 1976), englischer Musiker
- Just, Adolf (1859–1936), deutscher Naturheilkundler
- Just, Alexander (1874–1937), deutsch-ungarischer Chemiker und Erfinder
- Just, Anne (1948–2009), dänische Gärtnerin, Künstlerin sowie Gastronomie- und Hotelbetreiberin
- Just, Anton (1882–1948), österreichisch-tschechoslowakischer Gewerkschafter und Politiker
- Just, Béla (1906–1954), ungarischer Schriftsteller
- Just, Carl Gottlob (1771–1826), deutscher Pädagoge und Schulbuchautor
- Just, Christiane (1960–2011), deutsche Grafikerin und Malerin
- Just, Christopher (* 1968), österreichischer Musiker und AutorChristopher Just (* 1968)

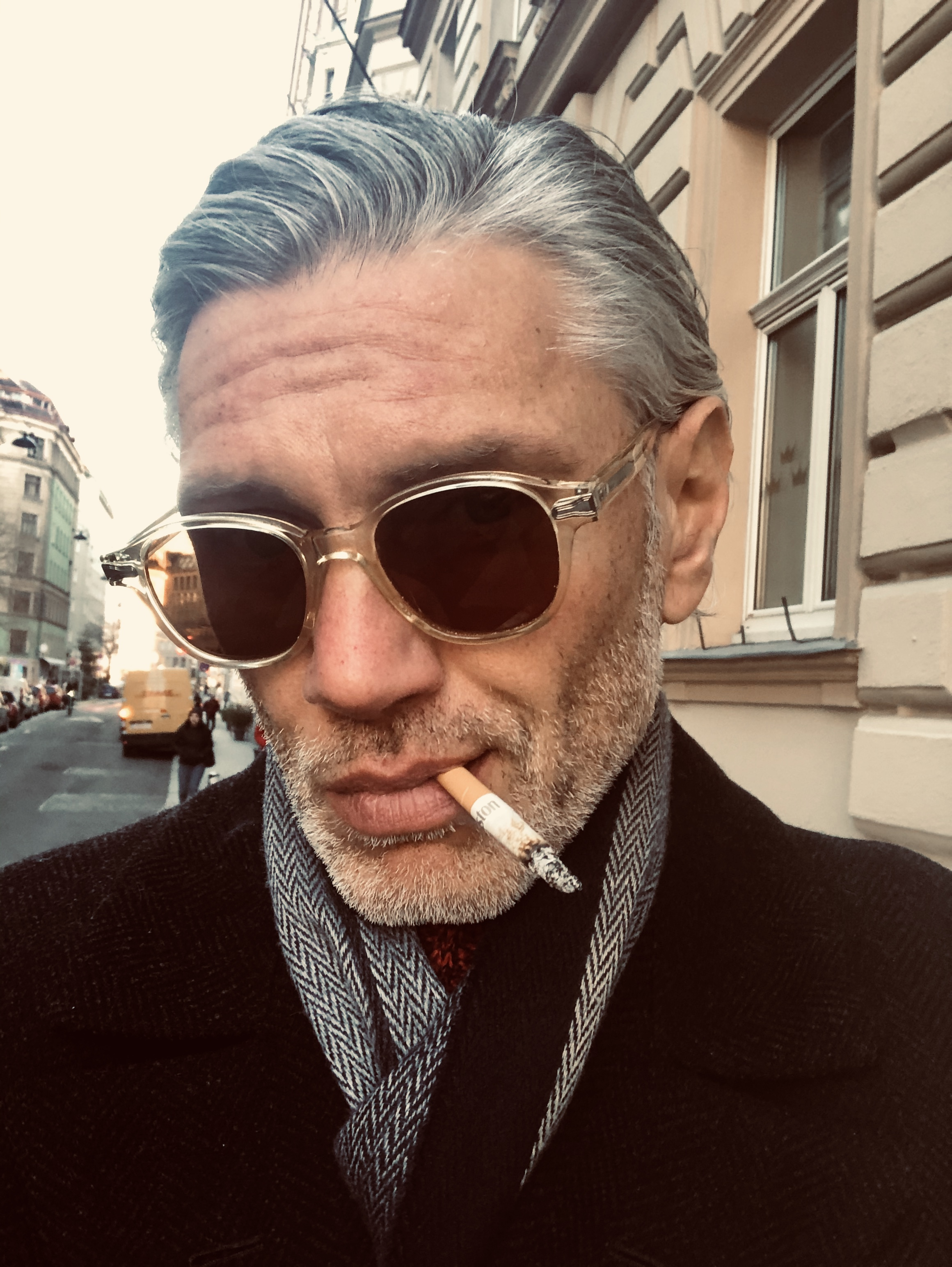
Christopher Just (* 1968)

- Just, Cölestin August (1750–1822), sächsischer und preußischer Beamter
- Just, Eduard (1846–1913), deutscher Chemiker, Chemieunternehmer in Österreich
- Just, Elijah (* 2000), neuseeländischer Fußballspieler
- Just, Emil (1885–1947), deutscher Generalmajor
- Just, Erika (1922–2011), deutsche Filmregisseurin
- Just, Ernest (1883–1941), US-amerikanischer Biologe
- Just, Ernst Wilhelm (1865–1945), deutscher Jurist
- Just, Ferdinand (1919–2010), deutscher Maler und Bildhauer
- Just, Florian (* 1982), deutscher Eiskunstläufer
- Just, Gabriele (1936–2024), deutsche Schachspielerin
- Just, Gerhard (* 1877), deutscher Chemiker (Physikalische Chemie)
- Just, Gerhard (1904–1977), deutscher Schauspieler, Hörspiel- und Synchronsprecher
- Just, Gilbert (1914–1986), deutscher Politiker (SPD), Oberstadtdirektor von Düsseldorf
- Just, Günther (1892–1950), deutscher Zoologe und Erbbiologe
- Just, Gustav (1921–2011), deutscher Politiker (SED, SPD), MdL, Journalist, Autor und Übersetzer
- Just, Hanjörg (* 1933), deutscher Mediziner
- Just, Hans (1899–1969), deutscher Braun- und Steinkohlenchemiker sowie Hochschullehrer
- Just, Helmut (1933–1952), deutscher Volkspolizist und Angehöriger der Ost-Berliner Volkspolizei (VP)
- Just, Heribert, österreichischer Tischtennisspieler
- Just, Jan (* 1996), deutscher Fußballspieler
- Just, Jaroslav (1883–1928), böhmisch-tschechoslowakischer Tennisspieler
- Just, Johanna (1861–1929), Gründerin und Direktorin einer Handels- und Gewerbeschule für Mädchen in Potsdam
- Just, Josias (* 1953), Schweizer Klarinettist, Musikpädagoge, Komponist und Arrangeur
- Just, Karl Gottlob (1734–1792), deutscher Jurist und Bürgermeister von Zittau
- Just, Karsten (* 1968), deutscher Leichtathlet
- Just, Katja (* 1974), deutsche Schriftstellerin, Bestsellerautorin und Bürgermeisterin auf der Hallig Hooge (Wählergemeinschaft Hooge)
- Just, Katrin (* 1967), deutsche Juristin, Richterin am Bundessozialgericht
- Just, Klaus (* 1964), deutscher Leichtathlet
- Just, Konrad (1902–1964), österreichischer Ordensmann, Pfarrer, KZ-Häftling und Buchautor
- Just, Leo (1901–1964), deutscher Historiker
- Just, Leopold (1841–1891), deutscher Botaniker
- Just, Lorenz (* 1983), deutscher Islamwissenschaftler und Schriftsteller
- Just, Manfred (* 1934), deutscher Rechtswissenschaftler und Hochschullehrer
- Just, Manuel (* 1978), deutscher Bürgermeister von WeinheimManuel Just (* 1978)

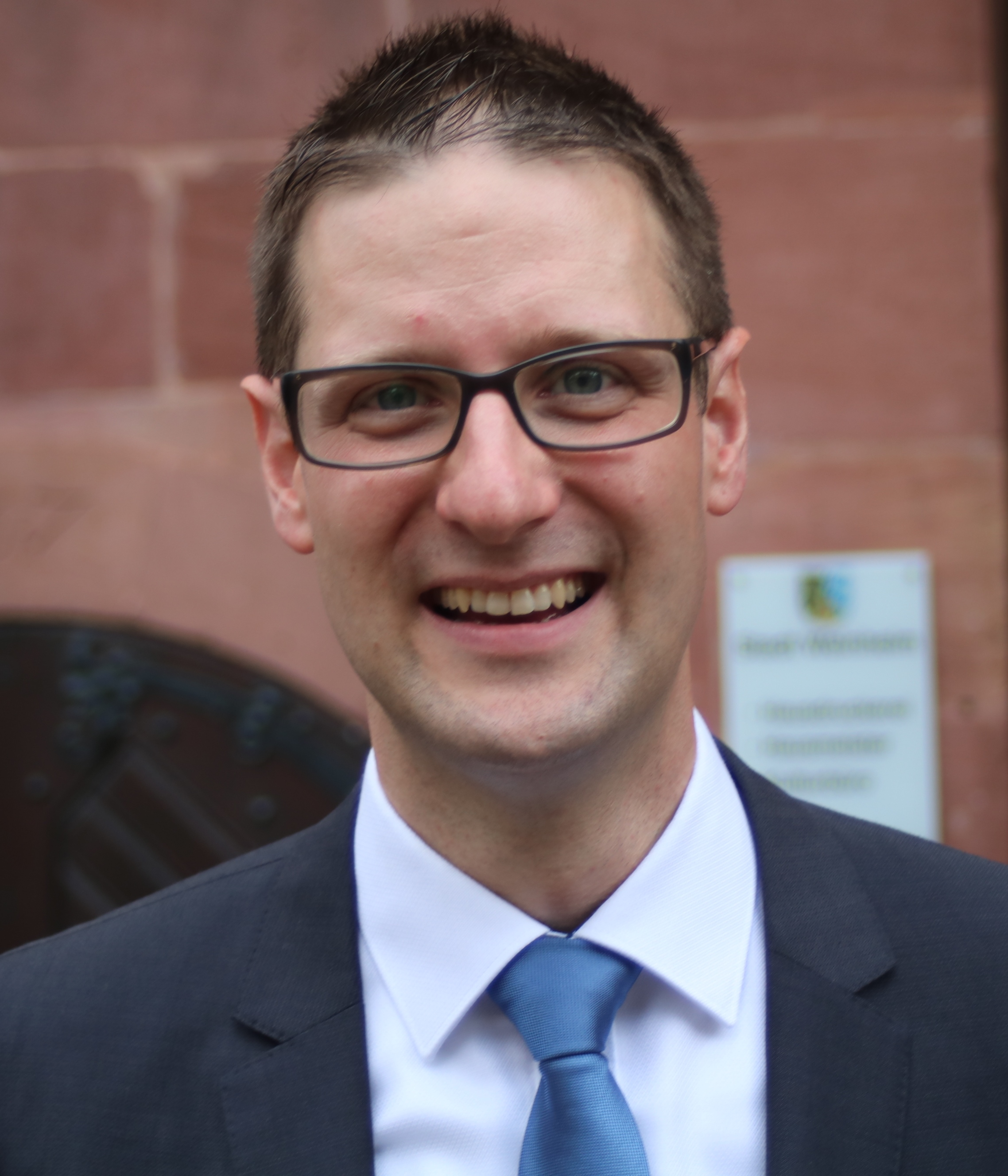
Manuel Just (* 1978)

- Just, Martin (* 1930), deutscher Musikwissenschaftler und Hochschullehrer
- Just, Maxi (* 1994), deutsche Skeletonpilotin
- Just, Maximilian (* 2002), deutscher Volleyball- und Beachvolleyballspieler
- Just, Michael (* 1979), deutscher interdisziplinärer Künstler und Hochschullehrer
- Just, Otto (1854–1931), deutscher Ministerialbeamter
- Just, Otto (* 1883), sudetendeutscher Kaufmann und Kommunalpolitiker (NSDAP)
- Just, Peter (* 1965), deutscher Eishockeyspieler
- Just, Robin (* 1987), deutsch-slowakischer Eishockeyspieler
- Just, Rudolf (1877–1948), deutscher Kuranstaltbesitzer
- Just, Stephan (* 1979), deutscher Handballspieler
- Just, Theodore (1886–1937), britischer Leichtathlet
- Just, Thomas (* 1943), deutscher Schauspieler und Hörspielsprecher
- Just, Tobias (* 1970), deutscher Volkswirt
- Just, Vladimír (* 1946), tschechischer Theater- und Literaturkritiker
- Just, Walter (1921–2012), österreichischer Unternehmer
- Just, Wilhelm August von (1752–1824), sächsischer Gesandter in London
- Just, Wolf-Dieter (1941–2019), deutscher evangelischer Theologe
- Just-Dahlmann, Barbara (1922–2005), deutsche Juristin und Autorin
- Justa Grata Honoria (418–455), Tochter des römischen Kaisers Constantius III.Justa Grata Honoria (418–455)

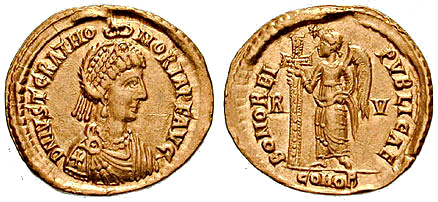
Justa Grata Honoria (418–455)

- Justad, Sondre (* 1990), norwegischer Popsänger und Songwriter
- Justamant, Henri (1815–1890), französischer Tänzer, Choreograf und Ballettmeister
- Justasas († 484), Anführer von samaritanischen Aufständischen gegen den oströmischen Kaiser Zenon
- Justek, Mirosław (1948–1998), polnischer Fußballspieler
- Justel, Elsa (* 1944), argentinische Komponistin
- Jüstel, Josef Alois (1765–1858), österreichischer Moraltheologe und Politiker
- Jüstel, Thomas (* 1968), deutscher Chemiker
- Justen, Bernhard (1921–2006), deutscher Ingenieur, Projektmanagement-Pionier und Hochschullehrer
- Justen, Christel (1957–2005), deutsche Schwimmerin und Sporttherapeutin
- Justen, Elgin, deutsche Kegelsportlerin
- Justen, Friedrich (1904–1990), deutscher Politiker (CDU), MdL
- Jüsten, Karl (* 1961), deutscher Geistlicher, Prälat, Leiter des Kommissariats der Deutschen Bischöfe
- Justenhoven, Heinz-Gerhard (* 1958), deutscher katholischer Theologe
- Justenhoven, Petra (* 1967), deutsche Wirtschaftsprüferin und Steuerberaterin
- Juster, Diane (* 1946), kanadische Singer-Songwriterin und Pianistin
- Juster, Kurt (1908–1992), deutscher Pionier der Behindertenarbeit, Schauspieler und Kabarettist
- Juster, Norton (1929–2021), US-amerikanischer Architekt, Hochschullehrer und Kinderbuchautor
- Justesen, Annelisa (* 1982), färöische Fußballspielerin
- Justesen, Benjamin (* 1979), dänischer Radrennfahrer
- Justesen, Kirsten (* 1943), dänische Künstlerin und Feministin
- Justet, Inés (* 1967), uruguayische Leichtathletin
- Justh, Gyula (1850–1917), ungarischer Politiker und Präsident des Abgeordnetenhauses
- Justh, Ina (* 1969), deutsche Ruderin
- Justi, Carl (1832–1912), deutscher Philosoph und Kunsthistoriker
- Justi, Eduard (1904–1986), deutscher Physiker und Hochschullehrer
- Justi, Ferdinand (1837–1907), deutscher Orientalist
- Justi, Gustav (1810–1879), deutscher Unternehmer und Politiker, MdL Nassau
- Justi, Heinrich (1876–1945), deutscher Landwirt, Gutsbesitzer und Politiker (DNVP, CNBL), MdL
- Justi, Johann Heinrich Gottlob von (1717–1771), deutscher Kameralist
- Justi, Karl (1873–1949), deutscher Arzt und Heimatforscher
- Justi, Karl Wilhelm (1767–1846), deutscher Philosoph und lutherischer Theologe
- Justi, Ludwig (1876–1957), deutscher Kunsthistoriker
- Justice, Andrew (1951–2005), britischer Ruderer
- Justice, Anna (1962–2021), deutsche Regisseurin und Drehbuchautorin
- Justice, Bill (1914–2011), US-amerikanischer Animator
- Justice, David (* 1966), US-amerikanischer BaseballspielerDavid Justice (* 1966)

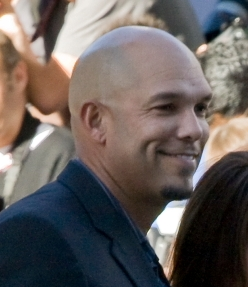
David Justice (* 1966)

- Justice, Dick (1903–1962), US-amerikanischer Blues- und Folkmusiker
- Justice, Drew (* 2001), US-amerikanischer Schauspieler und Model
- Justice, Jean-Claude (1949–1999), französischer Autorennfahrer
- Justice, Jim (* 1951), US-amerikanischer Politiker
- Justice, Katherine (* 1942), US-amerikanische Schauspielerin
- Justice, Mark (* 1983), US-amerikanischer Schauspieler und Filmproduzent
- Justice, Milton, US-amerikanischer Filmproduzent, Bühnen- und Filmregisseur
- Justice, Raquel (* 2004), US-amerikanische Schauspielerin
- Justice, Victoria (* 1993), US-amerikanische Schauspielerin, Sängerin und ModelVictoria Justice (* 1993)

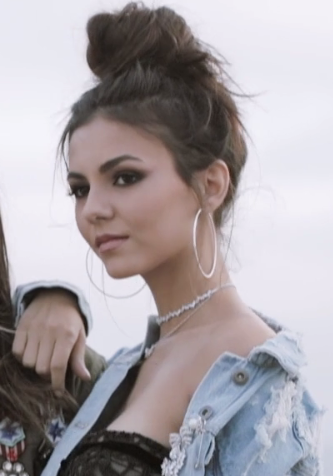
Victoria Justice (* 1993)

- Justice, William Joseph (* 1942), US-amerikanischer Geistlicher, emeritierter römisch-katholischer Weihbischof in San Francisco
- Justicia, José (* 1989), spanischer Dartspieler
- Justicia, Pepe (1960–2024), spanischer Flamenco-Gitarrist
- Justickis, Viktoras (* 1941), litauischer Kriminologe
- Justin († 528), General des Oströmischen Reiches
- Justin († 566), oströmischer Feldherr
- Justin der Bekenner († 269), Priester und Presbyter zur Zeit des Papstes Sixtus II. und christlicher Märtyrer
- Justin der Märtyrer († 165), christlicher Märtyrer, Kirchenvater und Philosoph
- Justin I. († 527), oströmischer Kaiser
- Justin II. (520–578), byzantinischer Kaiser, Nachfolger Justinians I.
- Justin, Eva (1909–1966), deutsche Rassenforscherin zur Zeit des Nationalsozialismus
- Justin, Harald (* 1956), deutsch-österreichischer Journalist und Autor
- Justin, James (* 1998), englischer Fußballspieler
- Justin, John (1917–2002), britischer Schauspieler bei Bühne, Film und Fernsehen
- Justin, Paul (* 1968), US-amerikanischer American-Football-Spieler
- Justin, Richard (* 1979), südsudanesischer Fußballspieler
- Justin, Rok (* 1993), slowenischer Skispringer
- Justin, Ursula (1927–2024), deutsche Schauspielerin
- Justina († 388), zweite Frau des römischen Kaisers Valentinian I. und Mutter von Valentinian II.
- Justina von Padua, christliche Jungfrau, Märtyrin und Heilige
- Justinger, Konrad († 1438), Stadtschreiber und Chronist von Bern
- Justinian († 582), oströmischer Feldherr
- Justinian I. († 565), byzantinischer Kaiser (527–565)Justinian I. († 565)

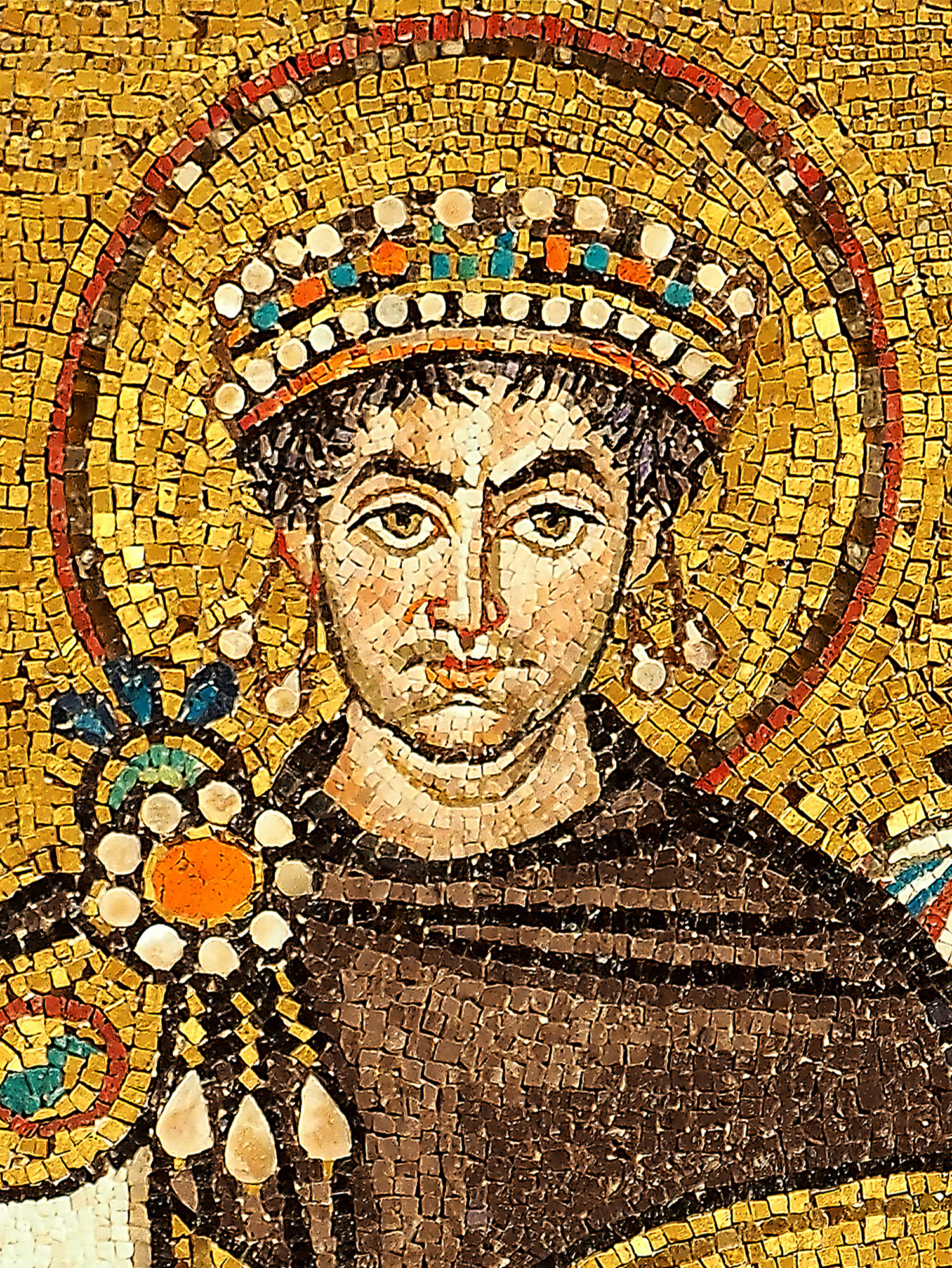
Justinian I. († 565)

- Justinian II. († 711), Kaiser des byzantinischen Reiches
- Justino Carreira, Joaquim (1950–2013), portugiesisch-brasilianischer Geistlicher und römisch-katholischer Bischof
- Justino, Cristiane (* 1985), brasilianische Mixed-Martial-Arts-Kämpferin
- Justino, Fábio Augusto (* 1974), brasilianischer Fußballspieler
- Justinus von Nassau (1559–1631), niederländischer Admiral
- Justinus, Oskar (1839–1893), deutscher Journalist und Schriftsteller
- Justinussen, Bill (* 1963), färöischer Politiker (Miðflokkurin)
- Justinusson, Jógvan, Løgmaður der Färöer
- Justis, Bill (1926–1982), US-amerikanischer Saxophonist, Orchesterleiter, Songwriter, Arrangeur und Schallplattenproduzent
- Justitz, Emil (1878–1932), österreichischer Schauspieler und Filmregisseur
- Justman, Robert (1926–2008), US-amerikanischer Filmregie-Assistent und Filmproduzent
- Justman, Zuzana (* 1931), tschechoslowakisch-amerikanische Filmemacherin und Holocaustüberlebende
- Justo, Agustín Pedro (1876–1943), argentinischer Militär, Diplomat und Politiker
- Justo, António (* 1947), Publizist, Theologe, Philosoph und Schriftsteller
- Justo, António Baptista, portugiesischer Gouverneur und General
- Justo, Graciette (* 1981), deutsche Theaterschauspielerin, Improvisationstheaterspielerin und Meditations-Lehrerin
- Justo, Juan Bautista (1865–1928), argentinischer Arzt und Politiker
- Justowa, Jelisaweta Iwanowna (1900–1999), sowjetisch-russische Architektin, Künstlerin, Hochschullehrerin und Heimatkundlerin
- Jüstrich, Ulrich (1903–1985), Schweizer Kaufmann, Unternehmer und Kantonsrat aus dem Kanton Appenzell Ausserrhoden
- Justs, Antons (1931–2019), lettischer Geistlicher, Bischof von Jelgava
- Justus (277–287), katholischer Märtyrer
- Justus (* 1977), deutscher Rapper
- Justus von Alexandria, Bischof von Alexandria
- Justus von Canterbury, Missionar, Erzbischof von Canterbury
- Justus von Girona, Märtyrer der römisch-katholischen Kirche
- Justus von Lyon, Bischof von Lyon, Heiliger
- Justus von Ravensburg, oberdeutscher Maler
- Justus von Tiberias, römischer Autor
- Justus von Triest, christlicher Märtyrer und Schutzpatron von TriestJustus von Triest

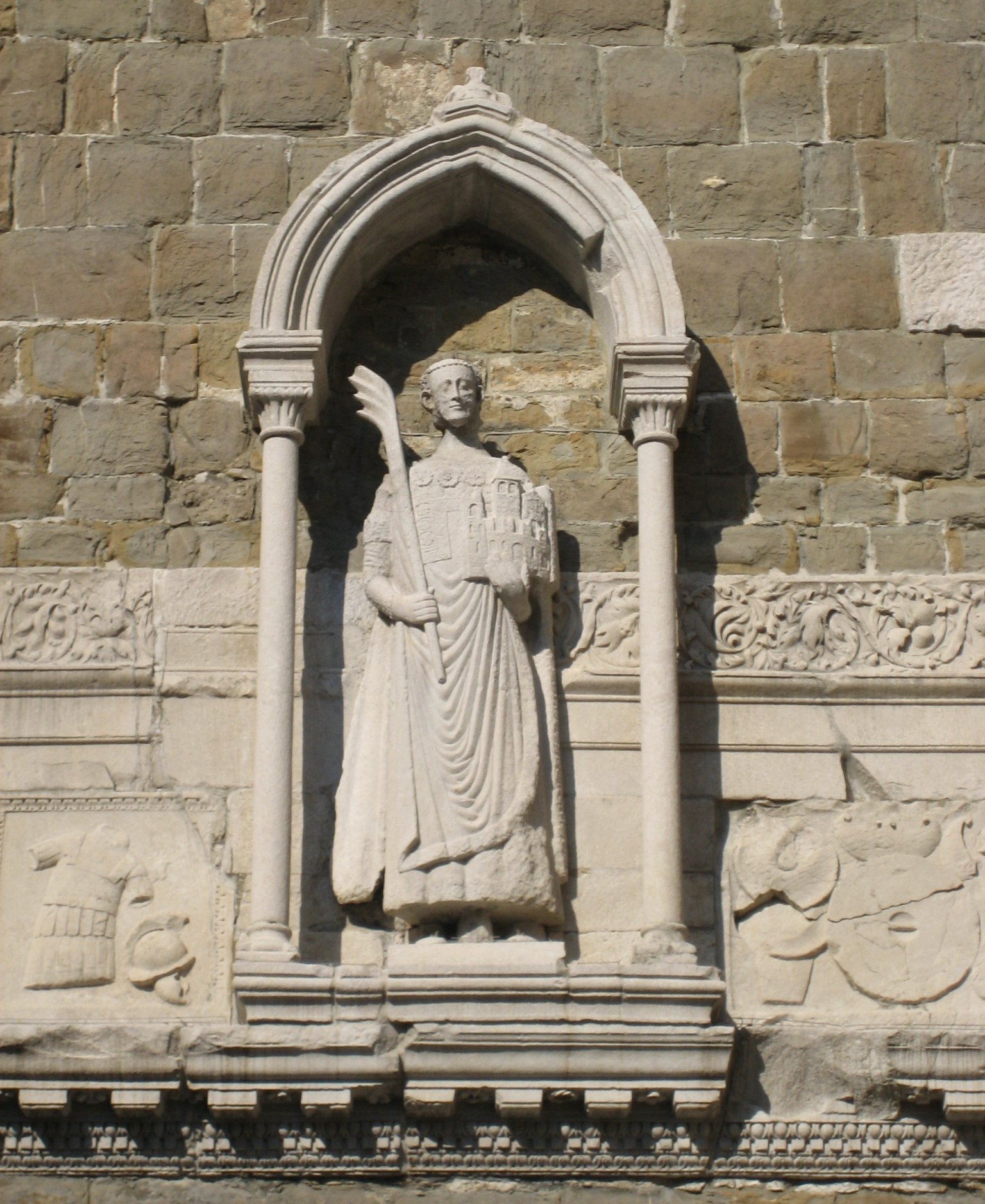
Justus von Triest

- Justus, Johannes (* 1957), deutscher Geistlicher und amtierender Präses des Bundes Freikirchlicher Pfingstgemeinden (BFP)
- Justus, Julian (* 1988), deutscher Sportschütze
- Justus, Klaus-Peter (* 1951), deutscher Leichtathlet und Olympiateilnehmer
- Justus, Steffen (* 1982), deutscher Triathlet
- Justvan, Julian (* 1998), deutscher Fußballspieler

### Jusu
- Jusu, Nikyatu, US-amerikanische Filmregisseurin und Drehbuchautorin
- Jusu-Sheriff, Salia (1929–2009), sierra-leonischer Politiker
- Jusuf, Mahjiddin (1918–1994), indonesischer islamischer Gelehrter
- Jusuf, Šaip († 2010), jugoslawischer Autor, Übersetzer und Verbandsfunktionär
- Jusufi, Fahrudin (1939–2019), jugoslawischer Fußballspieler und -trainerFahrudin Jusufi (1939–2019)

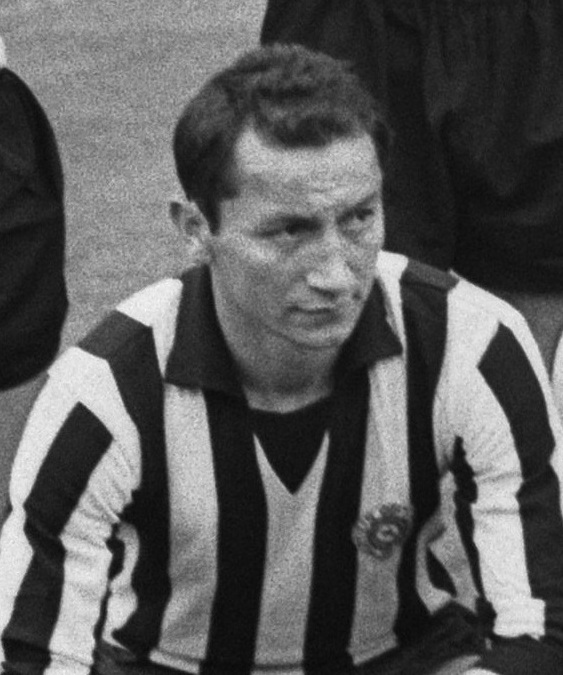
Fahrudin Jusufi (1939–2019)

- Jusufi, Sascha (* 1963), deutscher Fußballspieler
- Jusupowa, Lida (* 1961), russische Anwältin und Menschenrechtlerin

### Jusw
- Juswa, Roman (1934–2003), ukrainischer Dichter und Journalist

### Jusy
- Jusys, Oskaras (* 1954), litauischer Diplomat, Verwaltungsjurist und Politiker

### Jusz
- Juszczak, Piotr (* 1988), polnischer Ruderer
- Juszczak, Włodzimierz (* 1957), polnischer Geistlicher, ukrainisch-griechisch-katholischer Bischof von Breslau-Koszalin
- Juszczyk, Kyle (* 1991), US-amerikanischer American-Football-Spieler
- Juszczyszyn, Konrad (* 1993), polnischer Poolbillardspieler
- Juszeinow, Ismail (* 1948), bulgarischer Ringer
- Juszkiewicz, Ewa (* 1984), polnische Künstlerin
- Juszkó, János (1939–2018), ungarischer Radrennfahrer
- Juszyński, Józef Michał (1793–1880), Bischof von Sandomierz